# Bizingo

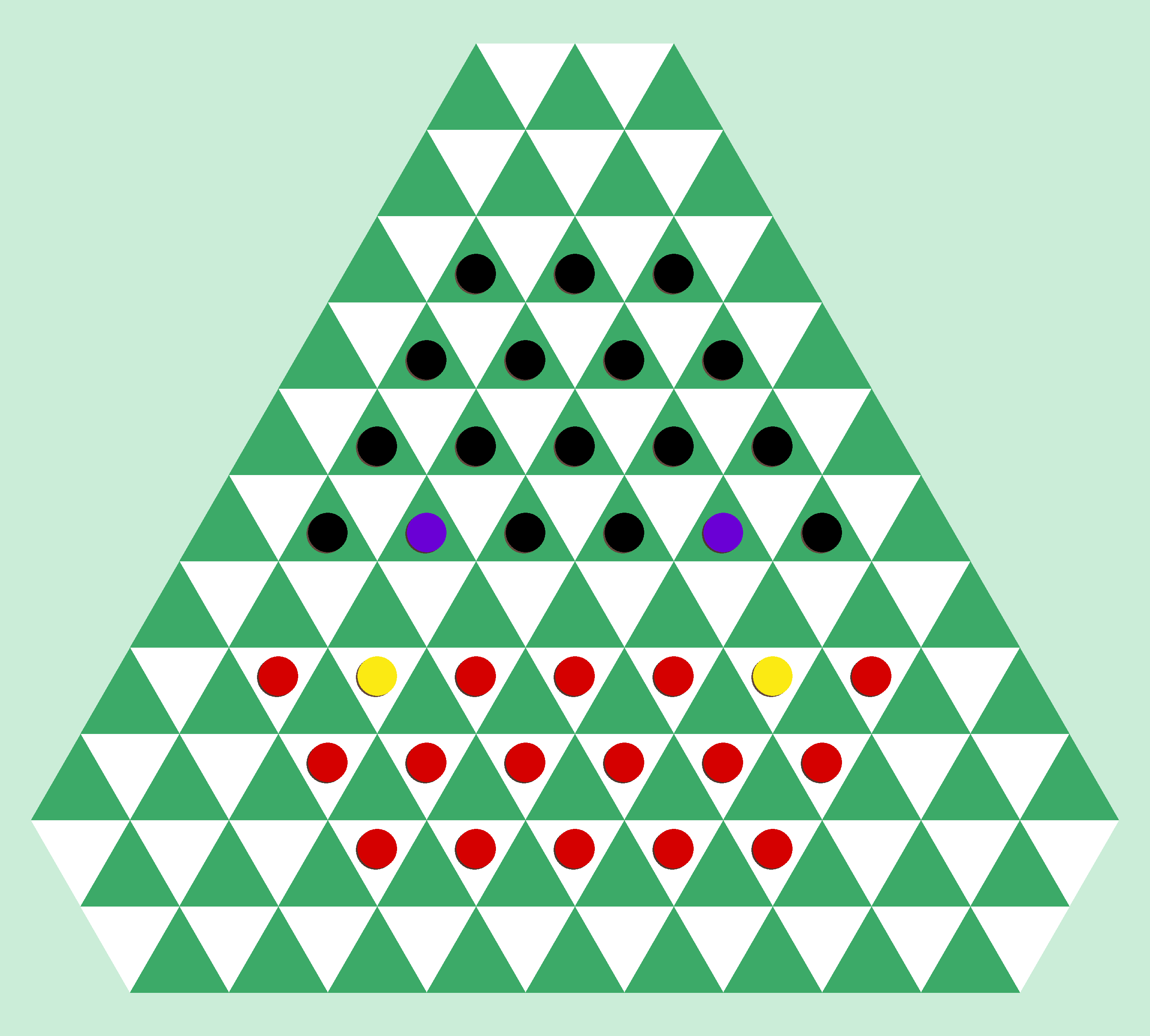
Spelbräde till bizingo med pjäserna i startposition. På detta diagram är kaptenerna violetta och gula.

Bizingo är ett brädspel för två deltagare, skapat i USA under senare hälften av 1800-talet. Spelbrädet är originellt nog trekantigt och består av 157 triangulära fält, omväxlande ljust och mörkt färgade.
Vardera spelaren förfogar över en armé bestående av 18 spelpjäser, varav två med särskild märkning eller utformning, benämnda kaptener. Spelarna turas om att flytta en av sina pjäser ett steg åt gången till ett angränsande tomt fält i samma färg. En pjäs som blir omringad av tre motståndarpjäser är tillfångatagen och utgår ur spelet. För att kunna fånga en kapten krävs att en av de omringande pjäserna också måste vara en kapten.
Spelets vinnare är den som först lyckats reducera motståndarens armé till två pjäser. Eftersom spelpjäserna vid spelets början är asymmetriskt uppställda bör spelarna byta sida om man börjar ett nytt parti.